# Кустарниковые мухоловки
Кустарниковые мухоловки (лат. Microeca) — род воробьиных птиц из семейства австралийских зарянок.

## Виды
- Microeca hemixantha Sclater, 1883 — Тенимберская кустарниковая мухоловка
- Microeca flavigaster Gould, 1843 — Желтогрудая кустарниковая мухоловка
- Microeca fascinans (Latham, 1801)